# 103 Гера
103 Гера — астероїд головного поясу, відкритий 7 вересня 1868 року американським астрономом Дж. К. Вотсоном в Детройтській обсерваторії, США. Астероїд названий на честь богині грецької міфології Гери, покровительки шлюбу.
Належить до астероїдів класу S. Тіссеранів параметр щодо Юпітера — 3,355.

Анімований рух астероїда